# Pronto Airways
Pronto Airways LP était une compagnie aérienne formée en 2006 et basée à Saskatoon, Saskatchewan, Canada. Elle exploitait des services réguliers pour le transport de fret et de passagers jusqu'à ce que la compagnie aérienne cesse ses activités en 2015. Ses principales bases étaient Prince Albert et Saskatoon, avec des destinations dans le nord du Saskatchewan et du Nunavut. 

## Histoire
Pronto Airways commence à exploiter des services aériens le 1er février 2006 desservant Prince Albert, Points North Landing, Wollaston Lake et La Ronge. Le 15 mars 2006, le service est étendu à Saskatoon et Stony Rapids . 
En 2015, les services de fret et de passagers de Pronto sont absorbés par ceux de sa société mère, West Wind Aviation, abandonnant effectivement le nom Pronto. La flotte de Pronto Airways se composait d'un Beechcraft King Air et de trois Beechcraft 1900C. Le King Air et deux des 1990C ont été repeints et continuent de voler sous la bannière West Wind. 

## Destinations
Au 30 juin 2009, la compagnie desservait: 
- Nunavut [3]
  - Baker Lake ( aéroport de Baker Lake )
  - Rankin Inlet ( aéroport de Rankin Inlet )
- Saskatchewan
  - Fond-du-Lac, Saskatchewan ( Aéroport de Fond-du-Lac )
  - Points North ( aéroport de Points North Landing )
  - Prince Albert ( aéroport de Prince Albert (Glass Field) )
  - Saskatoon ( aéroport international John G. Diefenbaker de Saskatoon )
  - Stony Rapids ( Aéroport de Stony Rapids )
  - Uranium City ( Aéroport d'Uranium City )
  - Lac Wollaston (aéroport de Wollaston Lake )
  - Regina ( Aéroport international de Regina )